# Orgel-Glossar
Es folgt eine Liste von Begriffen rund um die Orgel, den Orgelbau und die Orgelmusik. Registerbezeichnungen sowie allgemeine Begriffe der Akustik sind hier nicht zu finden. Dafür siehe Liste von Orgelregistern. Fremdsprachliche Begriffe, die aber häufig in Orgelliteratur zu finden sind, sind kursiv gekennzeichnet.

## A
abgeführte Pfeifendiese stehen nicht direkt auf der Windlade, sondern bspw. im Prospekt oder seitlich (aus Platzgründen) und werden über sog. Kondukten aus der Windlade mit Wind versorgt.
abgestimmte Schallbecherdie Länge der Schallbechers eines Zungenregisters steht (wie auch bei Labialpfeifen) in einem festen Verhältnis zur Tonhöhe der jeweils zugehörigen Zungenpfeife; vgl. im Gegensatz hierzu kurzbechrige Zungen
AbschwächungEin Register, welches durch Reduzierung des Winddrucks aus einem bestehenden Register erzeugt wird; vgl. Windabschwächung.
AbspracheAusschwingvorgang einer Orgelpfeife; vgl. Ansprache
AbstellerVorrichtung zum Ausschalten eines Orgelregisters oder einer Registergruppe, siehe Register (Orgel)
abstoßenein Register ausschalten; vlg. ziehen
Abstrakteschmale Holzleiste oder Metallstange (selten: Drahtseil oder Nylon-Seil), die bei einer mechanischen Spieltraktur zur Übertragung der Bewegung zwischen Taste und Ventil dient.
AbstrompneumatikIm Gegensatz zur Zustrompneumatik ist stets ein Arbeitsdruck in den Kondukten vorhanden, der erst beim Druck der Taste zusammenbricht, wodurch sich das Tonventil öffnet.
AbwindventilTeil des Barkerhebels
Accouplement(franz. „Manualkoppel“)
Aeolusfreie Software zur Simulation einer Pfeifenorgel. Es benutzt keine Samples, sondern erstellt den Klang synthetisch; vgl. Hauptwerk (Software) oder GrandOrgue (Software)
ÄquallageAchtfuß-Lage (Achtfuß). Bei ihr ist die klingende Tonhöhe gleich der notierten.
AGOAkronym für American Guild of Organists
ajouter (mettre)(franz. „ziehen“, „hinzufügen“)
akustischer BassEin durch die Kombination einer Oktavreihe und einer darüber liegenden Quintreihe erzeugtes Register, das eine Oktave tiefer als die Oktavreihe klingt (z. B. Oktave 16′ + Quinte 102/3′ = akustischer 32′), siehe Residualton
Aliquotesiehe Aliquotregister
AliquotregisterEigenständiges Register, das nicht im Oktavverhältnis zum Grundton steht (bspw. Quinte, Terz, Septime)
AltarorgelOrgel, die in unmittelbarer Nähe zum Altar (oft mittig hinter oder über dem Altar) angebracht ist, z. B. in der Dresdner Frauenkirche
AltkoppelSeltene Sonderform der Koppel; vgl. Melodiekoppel
American Guild of OrganistsAmerikanischer Berufsverband von Kirchen- und Konzertorganisten
Anches(franz. „Zungenregister“)
Anches préparées(franz. „Vorbereitete Zungenregister“): Zungenregister und Mixturen sind zwar schon gezogen, werden aber durch ein Sperrventil noch blockiert.
angehängtes PedalPedalklaviatur ohne eigene Register, die dauerhaft an ein Manual (meist: Hauptwerk) gekoppelt ist
Annulateursiehe Generalabsteller
AnspracheEinschwingvorgang einer Orgelpfeife; vgl. Absprache
Apfelregal(oder Knopfregal) ein leise klingendes Regal, dessen bis zu ca. 10 cm hohe Becher aus einem engen, zylindrischen Röhrchen und einer daraufgesetzten hohlen Kugel mit Löchern besteht
Appel(franz. „Sperrventil“)
ArbeitswindOrgelwind, der bei der pneumatischen Traktur für die Ventilsteuerung zuständig ist; vgl. Spielwind
ÄrmchenHebel an der Welle auf einem Wellenbrett, an dem eine Abstrakte angreift; Konstruktionsteil der Traktur
Ars OrganiEine deutschsprachige Fachzeitschrift, Mitteilungsorgan der Gesellschaft der Orgelfreunde
aufbänkenEin Register nicht direkt auf die Lade bauen, sondern durch Kondukten erhöht anbringen.
aufgesetztes LabiumDiese wird in den Pfeifenkörper eingelötet, was bei mittelgroßen und großen Metallpfeifen die Regel ist; vgl. eingedrücktes Labium
aufreibensiehe ausreiben
Aufsatzsiehe Schallbecher
aufschlagende ZungenstimmeBauform für Lingualpfeifen, die Zunge schlägt auf die Kehle auf, das Gegenteil von durchschlagende Zungenstimme
AufschnittÖffnung zwischen Ober- und Unterlabium
Aufschnittbreiteauch Labiumbreite
AufschnitthöheAbstand zwischen Ober- und Unterlabium, bestimmt vor allem die Klangschärfe
AufschnittmensurVerhältnis der Aufschnitthöhe zur Aufschnittbreite einer Pfeife
AufstellungAnordnung der Pfeifen auf der Windlade; vgl. Chromatische, Diatonische und Terz-Aufstellung
AufwurfBiegungsgrad des Zungenblattes bei Lingualpfeifen
AufwurfblockHandwerkszeug des Orgelbauers, um den Aufwurf zu bearbeiten
Ausreißereinzelne Pfeife, die stark verstimmt ist und damit stört.
AusschnittAuf der Rückseite einer Labialpfeife wird am oberen Ende ein Teil des Pfeifenkörpers entfernt, so dass die Pfeife höher klingt als es die im Prospekt sichtbare Größe vermuten lässt.
ausdünnenDie Wandstärke der Metallpfeifen wird nach oben hin dünner, um Material zu sparen
Ausgleichbalgkleiner Blasebalg, meist in Form eines Schwimmerbalges
AuslassventilVerhindert, dass ein Balg platzt. Es öffnet sich, wenn dieser seine maximale Ausdehnung erreicht hat, von selbst.
ausreibender obere Rand des Pfeifenkörpers einer Labialpfeife wird mit dem Stimmhorn leicht nach außen gebogen, der Ton wird höher; vgl. einreiben
außenlabiiertÜbliche Bauform einer hölzernen Labialpfeife, bei der die Abflachung des Oberlabiums auf der Außenseite des Pfeifenkörpers angebracht ist; vgl. innenlabiiert
AuszugVerfahren, um in Multiplexorgeln aus einer Pfeifenreihe mehrere Register zu erstellen.
automatisches Pianopedalpasst die Lautstärke (Registrierung) des Pedals an die des Manuals an, welches gerade gespielt wird. Dazu wird eine Pedalkombination eingeschaltet, sobald eine Taste des entsprechenden Manuals gedrückt wird, die dann solange aktiv bleibt, bis die Taste eines anderen Manuals betätigt wird.

## B
BäckchenVerbreiterung einer durchgeführten Abstrakte um das Mitnehmen durch eine Koppel zu ermöglichen.
BalancierEinrichtung im Ventilkasten, der den Druckpunkt reduziert, eine direkte Verbindung zwischen Taste und Ventil bleibt aber erhalten.
BalanciertrittFußtritt zum Öffnen und Schließen eines Jalousieschwellers
Balgsiehe Blasebalg
Barkerhebelpneumatische Relaiseinrichtung, wodurch zwar das Spielgewicht minimiert wird, der Kontakt zum Tonventil aber vollständig getrennt wird.
Bartneben den Pfeifenlabien angebrachte Intonationshilfe
Bass-Diskant-Teilungsiehe Geteiltes Manual und Geteilte Register
Basse de …(franz.): Spielanweisung Solo in der Bassstimme (linke Hand) siehe: Dessous de...
BasskoppelSonderform der Koppel, bei der nur die tiefste gespielte Taste verstärkt wird. Häufig als Spielhilfe bei elektronischen Orgeln für Menschen, die das Pedalspiel (noch) nicht beherrschen; vlg. auch Melodiekoppel
BDOAkronym für Bund Deutscher Orgelbaumeister
BDO-Normsiehe VOD/BDO-Norm 2000. Eine Normung von Spieltischen der Vereinigung der Orgelsachverständigen Deutschlands (VOD) und des Bundes Deutscher Orgelbaumeister (BDO).
BecherOberer Teil einer Lingualpfeife, der maßgeblich ihre Klangfarbe bestimmt
BeugewertÜber eine Pfeifenreihe veränderlicher Anteil der Mensur
Birnestatisches Herzstück der Zungenpfeife, auch Nuss genannt
Blasebalgein Gerät zur Erzeugung eines Luftstoßes oder Luftstroms, bei der Orgel „Wind“ genannt.
Blattsiehe Zungenblatt
Blei
1. Bestandteil des Orgelmetalls zum Bau von Orgelpfeifen.
2. Bezeichnung für Orgelmetall mit 25 % Zinn und 75 % Blei (4lötig), reine Bleipfeife sind sehr selten.

BleifraßKorrosionsprozess von Blei, der an der Oberfläche mit der Bildung hellgrauer Krusten beginnt.
Blindabstraktesehr stabile nicht bewegliche Abstrakte, die parallel zu den beweglichen Abstrakten verläuft und Winkelbalken hält, um Längenänderungen auszugleichen.
blinde PfeifePfeife, die nicht klingt, sondern nur aus optischen Gründen im Prospekt steht
blinde Registerzüge(auch Ductus inutilis, Schweiger, Schwyger, Predigtabsteller, Vox ineffabilis, Vacat, Vacant, Vakant, Pro forma, Manum de tabula, Nihil, noli me tangere usw. genannt) keinen Ton, keinen Effekt und (im Gegensatz zu den nichtakustischen Registerzügen) auch keine Aktion verursachende Registerzüge, meist nur aus Symmetriegründen angebracht, oder (bei neueren Orgeln) für später vorgesehene Registererweiterungen. Diese werden teilweise mit lustigen Beschriftungen wie „Predigtabsteller“, „nihil sine me“ („nichts ohne mich“), „Noli me tangere“ („rühr mich nicht an“) oder „Schwyger 32′“ (Schwyger = Schweiger, der Schweigende) versehen. Oft sind diese Züge jedoch einfach mit „Vacat“ oder „Vacant“ (von lateinisch vacare ‚fehlen‘) oder überhaupt nicht beschriftet.
BlockkontaktTeil der elektrischen Traktur
Blockwerkhistorische Form der Windlade; das an- oder abschalten einzelner Pfeifenreihen ist hier nicht möglich
BlumenOberflächenmuster bei Pfeifen aus Naturguss, siehe Orgelmetall
Boîte (accoublés/séparés)(franz. „Schwellwerk gekoppelt/ungekoppelt“)
Bohlenladedie gebohrte Lade wurde in früherer Zeit so benannt
BombardenwerkTeilwerk der Orgel mit Zungenregistern (vorzugsweise Bombarden)
BourdonpunktBei der Intonation einer Zungenpfeife wichtiger Einstellungspunkt.
BrustpedalPedalwerk einer Orgel, das links und rechts eines Brustwerks angeordnet ist und unabhängig von den Pedaltürmen registriert werden kann.
BrüstungsorgelOrgel, die in einer Emporenbrüstung eingelassen ist
BrustwerkTeilwerk einer Orgel, das auf Brusthöhe, also unter dem Hauptwerk, angebracht ist
Bund Deutscher Orgelbaumeistereine Vereinigung deutscher Orgel- und Orgelpfeifenbauer sowie deren Zuliefererbetriebe

## C
Calcantsiehe Kalkant.
Centder hundertste Teil eines gleichstufigen Halbtonschrittes, eine Maßeinheit für die Tonhöhenintervalle
Chamadesiehe Horizontaltrompete
Chor
1. Gruppe von Registern eines Bautypes, z. B. Prinzipalchor
2. Pfeifenreihe einer gemischten Stimme

ChororgelEigenständige Orgel oder Teilwerk einer Orgel, die im Chorraum einer Kirche angebracht ist. Sie dient in erster Linie zur Begleitung der gottesdienstlichen Liturgie.
Chromatische AufstellungAnordnung der Pfeifen auf der Windlade in einem Block, so dass Pfeifen im Abstand einer kleinen Sekunde (Musik) nebeneinander stehen; vgl. auch Diatonische Aufstellung und Terz-Aufstellung.
Claviers accouplés/séparés(franz. „Manuale gekoppelt/ungekoppelt“)
ContolleurEin Windstandsanzeiger in Form eines Registerzuges (bei der Friedrich Friese III-Orgel der Stadtkirche Ludwigslust)
Crescendo-Walzesiehe Registerschweller

## D
DammZwischen den Schleifen einer Schleiflade, befestigte Leiste. Sie liegt auf dem Fundamentalbrett und stützt den Pfeifenstock.
DampforgelOrgel, die nicht mit Luft, sondern mit Wasserdampf betrieben wird.
Deckelheißt der Verschluss am oberen Ende einer gedackten Labialpfeife aus Metall; vgl. Spund
Dessus de …(franz.): Spielanweisung Solo in der Oberstimme (rechte Hand) siehe: Basse de …
DenkmalorgelHistorische Orgel von Bedeutung
Diatonische AufstellungAnordnung der Pfeifen auf der Windlade in zwei Blöcken (C- und Cis-Seite), so dass Pfeifen im Abstand einer großen Sekunde nebeneinander stehen; vgl. auch Chromatische Aufstellung und Terz-Aufstellung.
Digitalorgeleine elektronische Orgel, die ihren Klang durch digitale Samples oder durch digitale Klangsynthese erzeugt
diapason[ˌdaɪəˈpeɪsən] (engl. „Prinzipal“)
DiskantBei geteilten oder halben Registern der höhere Teil der Klaviatur, siehe Halbe Register
Dispositiondie gesamte Anlage einer Orgel, auch die Aufstellung ihrer Register
DonnerEin Effektregister, das ein Geräusch ähnlich dem Donnergrollen erzeugt
Doppelchordoppelt vorkommende Pfeifenreihen in einer gemischten Stimme, z. B. 2′ + 2′ + 11/3′ + …
Doppelladeeine Windlade mit zwei Ventilen je Ton, so dass die Register von zwei Manualen aus spielbar sind
Doppelpedal
1. in der Orgelmusik die Bezeichnung für zweistimmige Passagen im Pedal
2. im Orgelbau eine Bauweise mit zwei Pedalklaviaturen

Doppelregistraturmechanische Registertraktur, die über elektrische Steuerungen verfügt und so mit einem elektronischen Setzer ausgestattet sein kann
doppelt geschweiftes Pedalbesondere Bauform des Pedals
DoppeltonpfeifeSeltene Bauform einer Orgelpfeife, die mittels Ventilen die Erzeugung mehrerer Töne pro Pfeife ermöglicht
Drehkegeldeckungdrehbarer Aufsatz einer Lingualpfeife, mit dessen Hilfe sich die Größe der Luftaustrittslöcher einstellen lässt
Drehorgelauch Leierkasten, ist ein mechanisches Musikinstrument betätigt mit einer Handkurbel
dreifach geschweiftes Pedalsiehe Radialpedal
DrosselklappeBegrenzt die Windzufuhr in den Magazinbalg bei der Verwendung von elektrischen Gebläsen
DruckpunktBei mechanischer Traktur der Moment der Ventilöffnung, der sich als leichter Widerstand beim Niederdrücken einer Taste bemerkbar macht
durchbrochene RepetitionRepetition bei der Chöre (bzw. Obertöne) übersprungen werden.
durchkoppelnEine besondere Eigenschaft vor allem mechanischer Koppeln. Werden zum Beispiel die Koppeln II-I und III-II gezogen (III-I aber nicht), wird trotzdem III-I „durchgekoppelt“
durchschlagende ZungenstimmeBauform für Lingualpfeifen, die Zunge schwingt frei in der Kehle; vgl. aufschlagende Zungenstimme
durchschobene LadeSiehe Zwillingslade
DurchstecherDas unbeabsichtigte Mitklingen benachbarter Pfeifen durch Undichtigkeiten in der Windlade
DynamikkoppelErmöglicht es, auf einem Manual gleichzeitig forte und piano zu spielen. Technisches Unikat

## E
EchoregisterLeisere Register eines Nebenwerkes
EchowerkTeilwerk einer Orgel; meistens leisestes Manual oder am weitesten entfernt
einarmige TasteDiese ist, im Gegensatz zur zweiarmigen Taste, am Ende und nicht in der Mitte gelagert und hat daher keinen Tastenschwanz
eingedrücktes LabiumDieses wird in den Pfeifenkörper eingedrückt, was bei kleinen Metallpfeifen die Regel ist; vgl. aufgesetztes Labium
eingesetztes Labiumsiehe aufgesetztes Labium; vgl. eingedrücktes Labium
Einlassventilrelativ großes Ventil, beispielsweise zur Einschaltung eines Registers bei der Kegellade
einreibender Metallrand einer Labialpfeife wird mit dem Stimmhorn nach innen gebogen, der Ton wird tiefer; vgl. auf-/ausreiben
EinzelabstellerMit ihm lässt sich ein einzelnes Register ausschalten, so dass es auch in festen Kombinationen nicht mehr erklingt
elektronische OrgelAls elektronische Orgel wird allgemein ein Tasteninstrument mit elektronischer Tonerzeugung bezeichnet
EngchorBezeichnung für die Gesamtheit aller engmensurierten Register („Streicher“) in einer Orgel
… en taille(franz.): Spielanweisung Solo im Tenor (linke Hand oder im Pedal)
EpistomSperrventil: Ventil, um Registergruppen oder Teilwerke aus- und anzuschalten
EvakuantEin Ventil zur Entleerung der Bälge nach Spielende
ExpressionSpezialform der Stimmeinrichtung bei offenen Pfeifen
Exzenterkontaktsystemdient als reibende und damit selbstreinigende Kontaktstelle bei elektrischen Trakturen

## F
FabrikorgelNegative Bezeichnung der Anhänger der Orgelbewegung für die spätromantischen Orgeln.
FangventilErstes Ventil im Windwerk, es schließt sich wenn der Schöpfbalg seine Luft durch Kompression weiter durch das Rückstromventil in den Magazinbalg gibt.
Farbregisterandere Bezeichnung für Aliquot-Register
fallender MensurverlaufIm Verhältnis werden die Pfeifen eines Registers in der Höhe immer enger; vgl. steigender Mensurverlauf
FaltenbalgBlasebalg, gefertigt meist aus dünnen Holzplatten und ausgeschärften Lederstreifen
FensterorgelDer Prospekt der Orgel umgibt optisch ein Fenster
FernwerkTeilwerk einer Orgel, das nicht im direkten örtlichen Zusammenhang mit den anderen Werken steht, sondern z. B. im Dachbereich einer Kirche;
festvariable MensurVerlaufsmensur, die auf einem konstanten Verlauf, ähnlich wie bei einer Normmensur, basiert, jedoch ist der Verlauf durch Addition oder Subtraktion eines konstanten Millimeter-Wertes (Additionskonstante) modifiziert.
Festwert (auch Additionskonstante)Über eine Pfeifenreihe fester Anteil der Mensur
FingersatzZahlen unter/über den Noten, entweder bereits in der Notenausgabe abgedruckt oder vom Organisten selbst notiert. Sie symbolisieren die einzelnen Finger (1=Daumen, 2=Zeigefinger usw.), mit denen man einzelne Passagen am besten spielt
Flachfeldein Element eines Orgelprospektes. Mehrere Pfeifen sind auf einer Linie aufgestellt und bilden so gemeinsam den Eindruck einer Fläche.
Flügeltürmit ihnen konnten die Pfeifenwerke der Orgel aus der Renaissance abgeschlossen werden.
Formanten Frequenzbereiche, in denen die Obertöne durch Resonanz besonders verstärkt werden und daher vorrangig für die Klangfarbe ausschlaggebend sind
Fonds(franz. „Grundregister (labial)“) siehe Jeux de fond
freie KombinationRegistrierhilfe, bei denen Registerkombination frei gewählt werden können
frein harmonique(franz.), siehe Streichbart
Freipfeifen-ProspektProspekt nur aus Orgelpfeifen, ohne (sichtbares) Gehäuse
freivariable Mensur 
Fornituremanchmal auch Fourniture, bezeichnet eine Mixtur des Klaviers, des Manuals oder des Spielwerks, also eine Klangkrone, bestehend aus 3–6fach Kombinationen aus Oktaven und Quinten höherer Ordnung ab 2' aufwärts, im Pedal als Rauschpfeife oder Hintersatz bezeichnete Klangkrone auf 4'-Basis
Frosch
1. Anblaseinrichtung an hölzernen Labialpfeifen
2. Luftablassventil, das Kriechwind entweichen lässt, Spielwind allerdings blockiert

FundamentalbrettZentrales Element einer Windlade, befindet sich über den Tonkanzellen und unter den Schleifen
FußMaßeinheit, in der die Länge der tiefsten Pfeife eines Registers angegeben wird, siehe Fußtonzahl
FußlochLoch im Pfeifenfuß, durch den auch der Wind geführt wird
FußsatzZeichen für die Ausführung des Pedalspiels. Hier wird sowohl zwischen linken und rechtem Fuß als auch zwischen Spitze und Absatz unterschieden.
Fußtonzahldie Angabe der Tonhöhe eines Registers, wobei 8′ die Normallage (z. B. wie beim Klavier) bezeichnet;
FußtrittFußschalter für Spielhilfen; auch Piston (Orgel)

## G
Gsiehe Grand-Orgue
GabelkoppelBauform der mechanischen Koppel
GebläseOrgelmotor oder Gebläseanlage; siehe Windwerk
gebrochene MensurVerlaufsmenur, die einen Wechsel von einem konstanten Verlauf in einen anderen beinhaltet.
gebrochene OktaveKlaviatur mit baulich verkürzter Bassoktave
Gedackte, gedacktOrgelpfeifen die an einem Ende geschlossen sind, sie sind nur halb so lang wie eine offene Pfeife mit gleicher Tonhöhe; vgl. überblasende Pfeife
gedrücktes Labiumsiehe eingedrücktes Labium; vgl. aufgesetztes Labium
GegenfaseFase am Unterlabium, gegenüber der Kernfase
gemischte Stimmeeine in der Regel über den gesamten Tonumfang reichende Reihe von Pfeifen gleicher Klangfarbe, die als Einheit ein- oder ausgeschaltet werden kann
GeneralabstellerStößt alle Register ab. (schaltet sie aus)
geschweiftes PedalPedalklaviatur, deren Tasten nicht gleich lang und gleich hoch sind
Gesellschaft der Orgelfreundekurz GDO bezeichnet
geteilte SchleifeDie Schleife eines Registers ist so in zwei Hälften geteilt, dass Bass und Diskant unterschiedlich registriert werden können.
Gießbanklanger, mit Leinen bespannter planer Werktisch zum Gießen von Platten aus Orgelmetall.
GießschlittenVorrichtung, die, gefüllt mit flüssigen Orgelmetall, vom Anfang der Gießbank bis zu deren Ende bewegt wird.
gespundete WindladeKanzellen werden mit eingeleimten Holzstücken auf der Unterseite verschlossen
gestemmte WindladeKanzellen werden herausgestemmt oder gefräst
gewendete Durchschlagzungeauch Zacharias-Zungenpfeife, eine Mischform aus Labial- und Lingualpfeife, die sich nicht gegenüber den Labialpfeifen verstimmt und deren Lautstärke durch Veränderungen des Winddrucks über einen extrem großen dynamischen Bereich an- und abgeschwellt werden kann.
gewölbter Aufschnittdie Oberkante des Labiums ist bogenförmig geschnitten
gleichstufig schwebendStimmungssystem bei dem alle Halbtöne exakt gleich groß und daher alle Intervalle etwas verstimmt sind; vgl. Schwebestimmen
G.O. oder GOsiehe Grand-Orgue
grand jeu(franz.) Lingualplenum mit 8′ und 4′-Zungenstimmen und Cornet, im Hauptwerk Trompette 8′ + Clairon 4′ + Cornet 8′ 5f. (+ Bourdon 8′ + Prestant 4′), im Positiv auch mit Cromorne 8′ + (Bourdon 8′ +) Prestant 4′, dort auch als petit jeu bezeichnet; vgl. plein jeu
Grand-Orgue
1. (auch G. O., GO, G) (franz. „Hauptwerk“)
2. Softwaresampler für Pfeifenorgeln, siehe GrandOrgue (Software)

G.P.(franz.): Hauptwerk mit angekoppeltem Positiv
G.P.R.(franz.): Hauptwerk mit angekoppeltem Positiv und Schwellwerk

## H
hängende Traktur
1. die Traktur samt einarmigen Tasten „hängt“ an den Tonventilen und zieht diese direkt auf, nur bei kleinen Orgeln möglich
2. Bei dieser Trakturart sind die Winkel unter der Windlade nicht fixiert, sondern freischwebend. Man spricht auch von „selbstregulierender“ Traktur, siehe auch Trakturspanner

hängende Pfeifensind mit dem Pfeifenfuß nach oben angebracht und werden auch von oben mit Wind versorgt
HakenkoppelBauform der Schiebekoppel; Die mechanische Kopplung von Tasten erfolgt mittels Haken, auf dem unteren Manual angebracht, die nach dem Verschieben in Ösen des oberen Manuals eingreifen; vgl. Klötzchenkoppel
Halbgedackte, halbgedacktPfeifen die oben nur teilweise geschlossen sind, z. B. Lochgedackte; auch die Rohrflöte gehört zu den Halbgedackten.
Halbregister (halbe Register)Register, das nicht auf dem gesamten Manualumfang verfügbar ist
Hamburger-ProspektEine standardisierte Anordnung der Orgelteilwerke im Barock
Hammond-Orgeleine nach ihrem Erfinder Laurens Hammond benannte elektromechanische Orgel
Handregistraturdie Hauptregisterschaltung im Gegensatz zu den kleinen Schaltern einer freien Kombination oder zum Registerschweller. Bei der Spielhilfe „Handregister zur freien Kombination“ ergänzt die Handregistrierung die Registrierung der freien Kombination statt sie aufzuheben.
Hauptwerk
1. größtes Teilwerk einer Orgel
2. Softwaresampler für Pfeifenorgeln, siehe Hauptwerk (Software)

HausorgelKleinorgel zur Aufstellung in Privaträumen
Heimorgeleine elektronische Orgel
HeulerOrgelpfeife, die sich aufgrund eines Fehlers (z. B. der Spiel- oder Registertraktur) nicht vollständig abschalten lässt; vgl. Versager
HochdruckregisterRegister, das mit erhöhtem Winddruck betrieben wird
Horizontaltrompete(Spanische Trompete) waagerecht in den Raum hineinragende Zungenstimme
Hornwerkein mechanisches Orgelinstrument erfüllte die einer Sirene vergleichbare Signalfunktionen
Hybridorgeleine elektronische Orgel, die digitale und klassische Klangerzeugung durch Pfeifen kombiniert
Hydraulis

## I
innenlabiiertSeltene Bauform einer hölzernen Labialpfeife, bei der die Abflachung des Oberlabiums auf der Innenseite des Pfeifenkörpers angebracht ist; vgl. außenlabiiert
Intervallkoppelfunktioniert wie eine Oktavkoppel, jedoch mit anderem Tonabstand
IntonationKlangliche Gestaltung der Orgelpfeifen im Verhältnis zueinander und zum Raum
IntonierladeRudimentäre Orgel in einer Orgelwerkstatt, die für die Vorintonation von Pfeifen genutzt wird
IntonierschlitzSchlitz im Becher einer Lingualpfeife (ähnlich einem Stimmschlitz einer Labialpfeife aber mit anderer Funktion)

## J
Jahrmarktsorgelauch Kirmes- oder Karussellorgel genannt, gehört zur Gattung der mechanischen Musikinstrumente und ist eng verwandt mit der Drehorgel oder auch dem ortsfesten Orchestrion.
Jalousieschweller
siehe Schwellkasten
jeux de combinaisons(franz.) höhere und gemischte Stimmen (über dem jeux de fonds)
jeux de fonds(franz.) Menge der Grundstimmen (bis etwa 4′, labial)

## K
KabinettorgelOrgelpositiv, meist mit schmuckem Charakter
KanaltremulantIn den Windkanal eingebaute beweglich federnde Holz- oder Lederklappe, die den Spielwind in Schwingungen versetzt
KanzelorgelOrgel, die symmetrisch zur Kanzel an einer Kirchenwand angebracht ist
Kanzelleeine Kammer in der Windlade, in die je nach Bauart durch Drücken einer Taste (Tonkanzelle) oder durch Ziehen eines Registers (Registerkanzelle) Luft eingelassen wird
KalkantBezeichnung für eine Person, die den Blasebalg betätigt
Karussellorgelsiehe Jahrmarktsorgel
KastenbartBart an einem Labium in kastenförmiger Bauart
KastenbalgBlasebalg aus zwei ineinandergefügten Kästen
KastenladeBauform der Windlade, bei der alle Pfeifen auf einer einzigen Kanzelle stehen und jede einzelne Pfeife durch ein ihr zugeordnetes elektrisches Ventil angesteuert wird
KegelladeBauform der Windlade ab ca. 1860
KehleHalbrundes, innen hohles und halboffenes Bauteil bei der Zungen- oder Lingualpfeife, auf dem die Zunge sitzt
KeilbalgBlasebalg, gefertigt aus dünnen Holzplatten und ausgeschärften Lederstreifen mit keilförmgem Aussehen
KernTrennblatt der Labialpfeife zum Fuß
KernfaseAbschrägung des Kerns zur Kernspalte hin
KernspalteEnge Spalte zwischen dem Unterlabium und dem Kern, durch die der Wind entweicht und gegen das Oberlabium geblasen wird
KernsticheFeine Kerben, die in die Kernspalte gefeilt werden, um die Ansprache der Pfeife zu verbessern
KinoorgelOrgel in einem Kino, sehr oft mit speziellen Klangeffekten zur Handlungsuntermalung versehen
Kirchenorgeldient unter anderem liturgischen Zwecken und der Begleitung des Gemeindegesangs
Kirmesorgelsiehe Jahrmarktsorgel
Klaviaturbezeichnet eine Reihe von Tasten, die bei Klavier, Orgel, Celesta, Akkordeon, Drehleier, Schlüsselfidel u. v. a. eine Mechanik, Traktur oder Elektronik zum Zwecke der Tonerzeugung bzw. Tonhöhensteuerung in Tätigkeit versetzt
KleinorgelKleine Orgel oder Orgelpositiv
KleinpedalKleinfüßige Stimmen eines Pedals, meist auf eigener Lade
KlötzchenkoppelBauform der Schiebekoppel; Die mechanische Kopplung an die Tasten des anderen Manuals erfolgt mittels übereinanderstehender Holzklötzchen; vgl. Hakenkoppel
KlötzchenpedalDie Pedale einer Orgel sind nicht wie große Tasten ausgeführt, sondern ragen als „Klötzchen“ aus dem Boden
KollektivzugRegistriervorrichtung zum gleichzeitigen Betätigen mehrerer Register
Kombinationeine Spielhilfe zur Vereinfachung der Registrierung
kombinierte TrakturDie Spieltraktur ist mechanisch, die Registertraktur jedoch elektrisch gebaut.
Kondukte(von lateinisch conducere ‚zusammenführen, verbinden‘)
1. Rohre, die einzelne Pfeifen mit Wind versorgen. Wird zum Beispiel bei Prospektpfeifen verwendet, die nicht direkt auf der Windlade stehen
2. Röhrchen bei einer pneumatischen Traktur, die den Arbeitswind von den Tasten zu den Ventilen führen (⌀ 5 bis 9 mm)

konstante Mensur 
Konterventil 
Konzertorgelrepräsentative Orgel, meist zu Konzertzwecken genutzt
Koppelbalkensiehe Wippenbalken
KoppelmanualManual ohne eigene Register, das dauerhaft an die anderen Manuale gekoppelt ist. So ist das Ziehen einer Manualkoppel nicht erforderlich und Klangwechsel sind einfach zu bewerkstelligen.
Koppeltechnische Einrichtung, um einzelne Teilwerke der Orgel auch auf einem anderen Manual oder Pedal oder in einer anderen Lage spielen zu können
KoppelwippeBauteil der Wippenkoppel
Kopfstatisches Herzstück der Zungenpfeife, auch Nuss genannt
KröpfungAbwinklung einer Orgelpfeife, wenn die Platzverhältnisse einen aufrechten Stand nicht zulassen
KronpositivTeilwerk einer Orgel, das an höchster Stelle des Gehäuses steht. Auch Kronwerk genannt.
Kropfventilverhindert beim Aufziehen eines Schöpfbalges, dass Wind aus dem Windkanal in den Schöpfbalg gesaugt wird
KupferpfeifePfeife aus Kupfer, wird aus optischen Gründen meistens im Prospekt eingebaut
kurzbechrige ZungenstimmeZungenstimme, bei der die Becherlänge nicht mit der Tonhöhe korrespondiert, sondern erheblich kürzer ist. Sie klingen nicht so voll wie z. B. eine Trompete, sondern eher rau und schnarrend. Beispiele sind die Vox Humana oder das Regal.
kurze OktaveBetrifft bei alten Orgeln (meistens nur) die unterste Oktave, beginnt aus heutiger Sicht auf der Taste E, auf der aber das C erklingt. Dann folgen F, D, G, E, A, B und H. Die anderen Oktaven sind wie heute üblich aufgebaut.

## L
Labialpfeife(Lippenpfeife) Eine der beiden wichtigsten Bauformen einer Orgelpfeife
Labiierungsiehe Labiummensur
LabiumAbflachung zur Schwingungserzeugung an Vorderseite des kegel- bzw. zylindrischen Körpers einer Labialpfeife, die durch den Aufschnitt in Oberlabium und Unterlabium geteilt wird.
LabiumbreiteBreite des Labiums, bestimmt die Lautstärke einer Labialpfeife
LabiummensurVerhältnis der Labiumbreite zum Umfang der Pfeife
LängenmensurVerlauf der Pfeifenlänge über eine Pfeifenreihe
LanghausorgelDer Aufstellungsort der Orgel befindet sich im Langhaus.
LeerkanzelleTonkanzelle ohne Ventil und Pfeifen, die im Bass zwischen die aktiven Kanzellen gebaut wird, um einerseits die Pfeifen auf der Windlade unterbringen zu können, andererseits die aktiven Kanzellen nicht zu groß werden zu lassen.
LeerlaufkoppelUrsprünglich ein Mechanismus zur Trennung der Tastatur von der Traktur eines Manuals. Später Registrierhilfe
Lingualpfeife(Zungenpfeife) Eine der beiden wichtigsten Bauformen einer Orgelpfeife
Lippenpfeifesiehe Labialpfeife
LochgedacktBauform einer gedackten Labialpfeife, die oben ein kleines Loch im Deckel hat, siehe Halbgedackt
Lot, lötigEinheit um die Reinheit eines Metalls zu beschreiben. „16-lötig“ = rein, 8-lötig = 50 % usw.

## M
MagazinbalgBlasebalg zwischen Gebläse (oder Schöpfbalg) und Windlade, der für gleichmäßigen Winddruck des Spielwindes sorgt
MagazingebläseGebläseanlage mit einem Magazinbalg, der von einem oder mehreren Schöpfern gespeist wird
ManualeDie Klaviaturen (Tastenreihen) des Spieltisches, die mit den Händen gespielt werden; vgl. Pedal
manualiterNur auf den Manualen spielend (ohne Pedal)
Manubrium(oder Manubrie; Pl. Manubrien; lat. = Handhabe, Griff, Stiel) Registerknopf/Handgriff eines Registerzuges, vor allem bei mechanischer Registertraktur, meistens gedrechselt
Maßreihe 
mechanische KombinationRegisterzüge, die durch eine mechanische Einrichtung „vorprogrammiert“ werden können, um dann meist mit einem mechanischen Fußtritt abgerufen werden zu können
mechanische TrakturTrakturbauart, bei der mit Abstrakten die Verbindungen mechanisch ausgeführt sind
Melodiekoppeleine Koppel, die nur die jeweils höchste gespielte Taste, die „Melodie“, koppelt, um diese besonders hervorzuheben. Sie ist als Normal- oder Superoktavkoppel möglich und benötigt eine pneumatische oder elektrische Spieltraktur (wird heute nur noch sehr selten gebaut).
Mensur
1. Umgangssprachlicher Kurzbegriff für eine Verlaufsmensur,
2. zahlenmäßige Beschreibung der klangbildenden Parameter einer einzelnen Orgelpfeife.

MessingMessing ist eine Kupferlegierung mit bis zu 40 % Zink. Weitere Metalle können in geringeren Anteilen hinzugefügt werden.
mitteltönigStimmungssystem mit reinen Terzen (Frequenzverhältnis 5:4), häufig bei alten Orgeln
Mixtur(engl./franz. Mixture, ital. Ripieno) Gemischte Stimme, die meistens nur Oktav- und Quintchöre mit Prinzipalmensur enthält
Mixturensetzerfrei einstellbare Obertonreihe
mmWSAbkürzung für „Millimeter Wassersäule“; im Orgelbau übliches Maß für den Winddruck
Mündungskorrektureine offene Labialpfeife muss etwas kürzer als errechnet gebaut werden, siehe Orgelpfeife
Multiplexsystem(lateinisch multum ‚viel‘, plexus ‚Geflecht‘) Registerkonzept, bei dem jeweils eine Pfeifenreihe für mehrere Register verwendet wird; vor allem verwendet bei Kino- und Theaterorgeln
Mundstückder Mittelteil einer Lingualpfeife (also ohne Schallbecher oder Stiefel) bestehend aus (Stimm)Krücke, Nuss, Keil, Kehle und Zunge
MyOrganfreier Softwaresampler für Pfeifenorgeln; wird aktuell nicht mehr weiterentwickelt; vgl. GrandOrgue (Software), Hauptwerk (Software)

## N
NäselformantObertonanhäufung im Bereich um 1500 Hz, der sich negativ auf den Klang auswirken kann
NaturgussBezeichnung für Orgelmetall mit 50 % Zinn und 50 % Blei (8lötig)
NMsiehe Normmensur
NormalkoppelnAlle Manual- und Pedalkoppeln, die in Äquallage koppeln. Super-/Suboktav- sowie Bass- oder Melodiekoppeln gehören nicht dazu.
Normalmensursiehe Normmensur
Normmensurstandardisierte Mensur im Orgelbau des 19. Jahrhunderts
Normprinzipallabiales Register, das die Normmensur besitzt.
NussKern- und statisches Herzstück der Lingualpfeife (Zungenpfeife)

## O
OberlabiumOberer Teil des Labiums, über dem Aufschnitt
Oberton
1. Name für ein Orgelregister
2. Bezeichnung für die neben dem Grundton mitklingenden Bestandteile nahezu jedes instrumental oder vokal erzeugten musikalischen Tons.

ObertonaufbauKlangspektrum einer Orgel oder einer einzelnen Orgelpfeife
Obertonregistersiehe Aliquotregister
OberwerkTeilwerk einer Orgel, das über dem Hauptwerk angebracht ist
offene PfeifeBauform für Labialpfeifen, vgl. Gedackt
Ohrenlinks und rechts einer Barock-Orgel angebrachte Schnitzereien, die aus den Flügeltüren entstanden sind
OktavrepetitionWiederholung von tieferen Oktaven in nach oben nicht vollständig ausgebauten Registern oder bei Mixturen; vgl. Quart-Quint-Repetition
OktavtransmissionKopplung eines einzelnen Registers an ein anderes Werk, versetzt um eine Oktave nach unten oder oben
Organ – Journal für die OrgelEine deutschsprachige Fachzeitschrift
Organum Plenumlat. „volles Werk“; kurz „Plenum“; fälschlich „organo pleno“ (sinnlose Ablativbildung) statt „in organo pleno“ oder „pro organo pleno“ als Registrieranweisung in barocken Quellen (z. B. bei J. S. Bach); je nach Orgeltypus und Nationalität eine Registrierung mit (allen) Prinzipalen und Mixtur(en) eines Werkes, in Manualwerken auf 16′- oder 8′-Basis, im Pedalwerk auf 32′- oder 16′-Basis. Im deutschen Organum Plenum können – vor allem auch im Pedalwerk und je nach Orgellandschaft – auch Zungen hinzutreten.
OrganistEin Musiker, der die Orgel spielt
OrgelEin meist vermittels Tasten gespieltes Aerophon mit Pfeifen als Klangerzeuger
OrgelbankSitzgelegenheit des Organisten während des Orgelspiels
Orgelbauein Handwerk, eine Wissenschaft und ganz sicherlich eine Kunst
Orgelbauerbefasst sich mit dem Entwurf, der Konstruktion, der Herstellung und der Klanggestaltung von Orgeln. Zusätzlich besteht seine Aufgabe darin, bestehende Orgeln zu pflegen, zu reparieren, zu renovieren, zu restaurieren und zu rekonstruieren.
OrgelbewegungErneuerungsbewegung des 20. Jahrhunderts, die die Klangideale der Barockorgel wieder einführte.
Orgelbockumgangssprachliche Bezeichnung einer Orgelbank
OrgelmetallLegierung, aus der die Metallpfeifen hergestellt sind
OrgelpfeifeTonerzeuger der Orgel
Orgelpunktist in der Musik die Bezeichnung für einen lang ausgehaltenen oder in bestimmtem Rhythmus wiederholten gleichen Ton, zu dem sich andere Stimmen harmonisch frei bewegen.
Orgelsachverständigerist eine Person, die sich als Sachverständiger mit dem Instrument Orgel befasst und entsprechende Gremien oder Orgeleigentümer fachlich berät.
Orgelwolfeine im Orgelbau geläufige Bezeichnung für die Wolfsquinte

## P
P(franz. „Positif“ = Positiv, Rückpositiv)
ParallelpedalBauform der Pedalklaviatur bei der alle Tasten parallel angeordnet sind; vlg. Radialpedal
Péd.siehe Pédalier
Pedaleine mit den Füßen bespielte Tastenreihe
Pédalier(franz. „Pedal“)
PedalkombinationKombination, die nur für das Pedal wirksam sind
PedalturmGehäuse, in dem das Pedalwerk untergebracht ist. Üblich sind entweder zwei Pedaltürme links und rechts neben dem Hauptwerk oder ein einzelner Pedalturm
Pedalumschaltungsiehe Pedalkombination; für automatische Pedalumschaltung siehe automatisches Pianopedal
Pedalwerkalle zum Pedal gehörigen Register, ausgenommen Transmissionen aus anderen Teilwerken
Pendelventilkleines Rückschlagventil
petit jeu(franz.) siehe grand jeu
Pfeifenansprachesiehe Ansprache
Pfeifenbankbezeichnet meist höher gestellte Register oberhalb der Lade (aufbänken)
PfeifenbretterBretter, in der die Metallpfeifen im Inneren der Orgel gehalten werden. Auch als Rastbretter bezeichnet.
PfeifenfelderOptische Anordnung von Prospektpfeifen im Prospekt
PfeifenformMaßtechnische Bauform von Pfeifen
Pfeifenfußder nicht zur akustisch wirksamen Länge gehörende untere Teil einer Labialpfeife, der auf der Windlade steht
Pfeifenkörperbesteht aus der Wandung der Pfeife
Pfeifenlängebeeinflusst die Tonhöhe der Pfeife; wird von der Kernspalte an gemessen
Pfeifenmaulsiehe Aufschnitt
Pfeifenmundsiehe Aufschnitt
Pfeifenmündungoberes Ende einer Pfeife
Pfeifenquerschnittwird durch die Mensur bestimmt
PfeifenstockStabiles Brett mit Windverführungen, auf dem die Pfeifen stehen
Pfeifenweitesiehe Pfeifenquerschnitt
Piston (engl. „Kolben“) siehe Fußtritt
Plein Jeufranz. Form des „Organum Plenum“; in der Grand Orgue (Hauptwerk) mit (Montre 16′ +) (Bourdon 16′ +) Montre 8′ + Bourdon 8′ + Prestant 4′ + Doublette 2′ + Fourniture + Cymbale + Pos-GO, im Positif (Rückpositiv) mit (Montre 8′ +) Bourdon 8′ + Prestant 4′ + Doublette 2′ + Fourniture + Cymbale.
Pitman-LadeEine späte Form der elektro-pneumatischen Windlade
Plenumeine im Orgelbau verwendete Bezeichnung für eine vollklingende Registerkombination.
pneumatische TrakturTrakturbauart, bei der mit Winddruck gearbeitet wird.
Portativtragbare Kleinorgel
Pos.siehe Positif
Positif(franz. „Positiv, Rückpositiv“)
Positiv
1. eine kleine Orgel, siehe Positiv (Musikinstrument)
2. ein Teilwerk, in mehrmanualigen Orgeln als Rückpositiv meistens über das unterste Manual anzuspielen, als innen stehendes Positiv oft über das zweite Manual.

P.R.(franz.) Positiv mit angekoppeltem Schwellwerk
praktische Verkürzungsiehe Mündungskorrektur
Prinzipaloffene Labialpfeife mittlerer Mensur
PrinzipalbasisDas tiefste Prinzipalregister eines Teilwerks
PrinzipalchorDie Gesamtheit aller mittelengen Register einer Orgel
PrinzipalplenumRegistrierung mit allen Prinzipalen und Klangkronen eines Teilwerks
PrinzipalstellvertreterGedackt in tiefer Lage, das bei Platzmangel an Stelle des tiefsten Prinzipals gebaut wird, so wird häufig ein Gedackt 16′ an Stelle eines Prinzipal 16′ in Hauptwerk disponiert
ProbezinnBezeichnung für Orgelmetall mit 75 % Zinn und 25 % Blei (12lötig)
Prolongement(franz. „Verlängerung“) siehe Tastenfessel
ProspektSichtbare Schauseite der Orgel
prospektlose OrgelDie Orgel ist verdeckt hinter einem Sichtschutz (z. B. einem Gitter) aufgestellt.
Prospektpfeifesichtbare Orgelpfeife im Prospekt einer Orgel meist Prinzipalpfeife, siehe auch Prospekt
PulpeteDichtung, die verhindert, dass an der Durchführung von Abzugsdrähten durch den Boden des Windkasten einer Schleiflade Spielwind entweicht. Meist kleine sackartige Dichtungen aus Leder.
pythagoräischStimmungssystem mit reinen Quinten (Frequenzverhältnis 3:2)

## Q
QuerhausorgelDer Aufstellungsort der Orgel befindet sich im Querhaus.
Querschnittmensur 
Quart-Quint-Repetition(auch milde Repetition) Repetition von gemischten Stimmen mit abwechselnden Quint- und Oktavchören; vgl. Oktavrepetition

## R
Rsiehe Récit
rank(s)(engl. „Pfeifenreihe(n)“) ist besonders bei großen Multiplex- und amerikanischen Riesenorgeln wichtig, da dort die Anzahl der Pfeifenreihen nicht mit der Anzahl der Register übereinstimmt, vgl. Transmission.
Radialpedalein nach hinten zulaufendes Pedal (Orgel), bei dem die Tasten strahlenförmig angeordnet sind; vgl. Parallelpedal
RavalementAn französischen Orgeln bis zur Frühromantik war das Pedal oft bis zum F1 oder G1 ausgebaut. Diese Erweiterung wird ravalement genannt. Im Musikinstrumentenbau wird dieser Begriff außerdem auf Cembali angewandt, deren Umfang im Bass und Diskant erweitert wurde.
ReafferenzRückkoppelungsmechanismus im Nervensystem, der beim Spiel mit einer mechanischen Traktur wichtig ist.
Récit
1. Solowerk einer französischen Orgel, häufig als Schwellwerk ausgeführt.
2. Solostelle für die rechte Hand.

Reduktioneine Oktavrepetition in tiefer Lage, siehe Register.
Regaltragbare Kleinorgel, die nur mit Lingualpfeifen bestückt ist. Als Bibelregal wird es bezeichnet, wenn die Klaviatur in den zusammengeklappbaren Bälgen in einer Buchimitation verschwindet.
Registereine (in der Regel) über den gesamten Tonumfang reichende Reihe von Pfeifen gleicher Klangfarbe
Registerfesselist eine Spielhilfe, die das Umregistrieren während des Spiels erlaubt, ohne dass diese Änderungen sofort wirksam werden.
RegistergruppeRegister lassen sich nach Klangfarbe, Bauart oder Anwendung in viele verschiedene Registergruppen einteilen.
RegisterkanzellenladeBauform bei der alle Pfeifen eines Registers auf einer gemeinsamen Kanzelle stehen; vgl. Tonkanzellenlade
Registerkipptasteelektrische Form der Manubrie
Registerknopfsiehe Manubrie
RegisterleisteBauteil der Springlade, das die Springventile öffnet.
RegistermanualAnordnung der Registerwippen oder -tasten in Form eines Manuals, so dass sehr schnell umregistriert werden kann
RegisterschwellerEine am Spieltisch angebrachte Vorrichtung, die bei Betätigung automatisiert Register ein- oder abschaltet und damit ein Crescendo oder Decrescendo erzeugt.
RegistertasterBauform der Registerschalter bei elektrischer Registertraktur;
RegistertrakturTraktur, die im Gegensatz zur Spieltraktur, nicht die Tasten, sondern die Registerzüge mit der Windlade verbindet.
RegisterwippeBauform der Registerschalter von ca. 1900 – heute bei Orgeln mit pneumatischen oder elektrischen Registertrakturen; vgl.
Registerzugerste Bauform der Registerschalter einer Orgel, insbesondere heute noch bei Instrumenten mit mechanischer Registertraktur; siehe Manubrium
RegistrantGehilfe des Organisten
RegistrierhilfeTechnische Einrichtung zur schnellen Umregistrierung der Orgel ohne Registranten
Registrierungdie Auswahl aus von Registern, die beim Vortragen eines (Teils eines) Musikstücks benutzt werden soll
RepetitionWiederholung von Tönen in nach oben oder unten nicht vollständig ausgebauten Registern.
retancher (ôtre)(franz. „abstoßen“)
Retourkoppelaufwändiger Koppelapparat, der es möglich macht, das Hauptwerk auf anderen Manualen zu spielen
Retrogradsiehe Generalabsteller
RiesenorgelOrgel mit sehr großem Pfeifen- und Registerbestand (etwa ab 100 klingenden Registern).
RipienoPlenum aller Prinzipalregister eines Werkes oder seltener: veraltete Bezeichnung der Mixturen in italienischen Orgeln
RöhrenpneumatikÜber Blei-, Kunststoff- oder Aluminiumröhrchen mit Druckluft gesteuerte Traktur
RollbartBart einer Pfeife, die zusätzlich mit einer Rolle vor dem Labium versehen ist. Wird meist bei Streichern verwendet.
Rollschwellersiehe Registerschweller
RollventilDrosselventil eines Balges zur Regulierung der einströmenden Luft vom Gebläse
RückpositivTeilwerk einer Orgel, meistens im Rücken des Organisten an der Emporenbrüstung angebracht.
RückschlagventilErmöglicht nur den Windstrom in eine Richtung. Anwendungen befinden sich zwischen der Bälgen im Windwerk als auch als in der Ausführung von Transmissionen.
Rückstromventilein Rückschlagventil, das sich zwischen Schöpfbalg und Magazinbalg befindet.
Rundturmarchitektonisches Element eines Orgelprospektes. Mehrere Pfeifen sind in einem Kreissegment (meistens einem Halbkreis) aufgestellt und bilden so gemeinsam den Eindruck eines Turmes; vgl. Spitzturm

## S
Sampledigitale Aufnahme einer einzelnen Orgelpfeife
Säuselregistersehr leises und eng mensuriertes Labialregister
SchallbecherKlangkörper von Zungenpfeifen
Schiebekoppelhistorische Art der Koppel; dabei wird das zu koppelnde Manual verschoben, meist in Richtung des Spielers.
SchiffchenkehleBesondere optische Bauform einer Kehle bei Zungenpfeifen
Schleierbrettarchitektonische Elemente am Prospekt einer Orgel. Sie dienen der Zierde der Orgel und ‚verschleiern‘ die Leerräume zwischen Pfeifen und Gehäuserahmen.
Schleifenamensgebendes Bauteil der Schleiflade, eine mit Bohrungen versehene Holzleiste, unterhalb der Pfeifen in der Windlade, zur Registersteuerung
Schleiflademeistgebaute Form der Windlade
SchleifzugmagnetMagnet zur Betätigung von Registerschleifen
SchleudergebläseBauform eines elektrischen Gebläses
SchneidentonVorläuferton, der noch dem Resonanzeintritt am Aufschnitt entsteht
SchöpfbalgBlasebalg zu Luftkompression, er wird heute zumeist durch elektrische Gebläse ersetzt.
SchwalbennestorgelBezeichnung für eine Orgel, die an einer Wand hängt und nicht auf einer Empore steht
Schwebestimmenleicht gegenüber den anderen Pfeifen verstimmte Register, was zu einer Schwebung des Tones führt
SchwellkastenGehäuse mit Lamellen, die vom Spieltisch aus geöffnet oder geschlossen werden können
SchwellwerkOrgelwerk, das in einem Schwellkasten steht
SchwimmerbalgBauform eines Magazinbalges
schwindsüchtigOrgel mit schlecht ausgelegter Gebläseanlage; klingt im Tutti verstimmt und matt.
SeitenbartBauteil der Orgelpfeife, das für die Intonation und Stimmung verwendet wird; verbessert die Pfeifenansprache
Sequenzschaltermit ihnen ist das Durchlaufen von Registerkombinationen möglich, in der Regel gibt es zwei Knöpfe, einen „vor“ und einen „zurück“.
SeraphonregisterHochdruckregister, bei denen zwei Labien an der Vorderseite der Pfeife einander benachbart sind und im rechten oder einem stumpfen Winkel aufeinander stehen
SesquialteraName eines Orgelregisters, gebaut meistens zweireihig aus Quinte und Terz
SetzerkombinationMittels eines Setzknopfes wird eine per Handregister gewählte Registrierung in einem Speicher abgelegt, die leicht wieder abgerufen werden kann.
SetzermagnetElektromechanisches Speicherelement elektrischer Setzerkombinationen
SetzknopfTaste, die gehalten werden muss um eine Registrierung im Setzer zu speichern
SetzrahmenBestandteil eines mechanischen Setzersystems nach Aug. Laukhuff
SetzsterneSpeicherelemente im mechanischen Setzersystem nach Rieger-Heuss
SolochorGesamtheit der Soloregister einer Orgel
Soprankoppelsiehe Melodiekoppel
Spaltklang
1. Eine Registrierung, die nicht auf Vermischung ausgelegt ist, z. B. 16′ + 1′
2. Klang einer frühbarocken Orgel, bei der die Unterscheidung der einzelnen Register wichtiger war als deren Einfügung in den Gesamtklang

Spalttonschwacher Ton, der beim Durchtritt der Luft durch die Kernspalte entsteht
SpanbalgBlasebalg, dessen Falten genau mittels dünnen Brettern (=Span) und angeleimten Lederstreifen definiert sind
Spanische Trompetesiehe Horizontaltrompete
Sperrventil(auch Epistom): Ventil, um Registergruppen oder Teilwerke aus- und anzuschalten
SpielhilfeGemeinsamer Name für Koppeln, Registerschweller, freie und feste Kombinationen und andere, seltenere Umschaltmöglichkeiten an einer Orgel
SpielschrankIn das Gehäuse eingebaute Orgelkonsole; oft verschließbar
SpieltischDie Spielanlage einer Orgel mit allen Bedienelementen für den Organisten. Im engeren Sinne nur die freistehende Ausführung, siehe Spielschrank.
SpieltrakturVerbindung zwischen Taste und Pfeifenventil
SpielwindOrgelwind, der für die Klangerzeugung in den Pfeifen bestimmt ist; vgl. Arbeitswind
SpitzeVordere Teil des Fußes; vgl. Absatz
Spitzturmarchitektonisches Element eines Orgelprospektes. Mehrere Pfeifen sind in einem Winkel aufgestellt und bilden so gemeinsam den Eindruck eines Turmes mit nach vorn weisender Kante; vgl. Rundturm
Springladeseltene Spezialform einer Windlade bei alten Orgeln; vgl. Schleiflade
Springventilekleine Ventile in der Springlade, die direkt unter den Pfeifen sitzen und durch die Registerleiste geöffnet werden.
spuckencharakteristisches Geräusch beim Einschwingvorgang einer Labialpfeife; besonders ausgeprägt bei Gedackten sowie bei hohem Winddruck und/oder geringem Aufschnitt
SpundVerschluss einer gedackten Labialpfeife aus Holz, durch Verschieben kann die Pfeife gestimmt werden; vgl. Deckel
StabmagnetElektromagnet mit stabförmigem Aussehen
starker Bockein starker Tremulant
stationärer Klangbezeichnet den stabilen Zustand des Tons einer Orgelpfeife, bei dem Lautstärke und Frequenz konstant bleiben, nachdem die anfänglichen Schwingungen beim Einschwingvorgang abgeklungen sind
StechermechanikDie mechanische Kraftübertragung von der Taste zu den Ventilen erfolgt bei Kleinorgeln oft über stabförmige Bauteile, auch Stecher genannt.
steigender MensurverlaufIm Verhältnis werden die Pfeifen eines Registers in der Höhe immer weiter; vgl. fallender Mensurverlauf
StiefelPfeifenfuß einer Lingualpfeife (Zungenpfeife)
StimmeisenUtensil zum Stimmen von Zungenpfeifen; vgl. Stimmhorn
Stimmgabelist eine Metallgabel, deren Zinken beim Anschlagen einen klaren, obertonarmen Ton erzeugen
StimmgangLeerraum in einem Orgelgehäuse, der als Zugang zum Pfeifenmaterial dient
StimmhornWerkzeug zum Stimmen von Metallpfeifen; vgl. Stimmeisen
StimmkrückeStimmeinrichtung bei Lingualpfeifen. Sollte sehr vorsichtig mit einem kleinen Hämmerchen nach oben oder unten geschlagen werden, um einzelne Ausreißer oder Sommer/Winter-Temperatur-Unterschiede zu korrigieren.
StimmplatteStimmeinrichtung bei Labialpfeifen aus Holz in Form einer metallenen Abdeckung am offenen Ende der Pfeife
StimmringStimmeinrichtung bei offenen Labialpfeifen aus Metall; hierbei wird ein beweglicher Ring als Aufsatz verschoben.
StimmrolleStimmeinrichtung bei offenen Labialpfeifen aus Metall; hierbei wird der gerollte Metallstreifen aus dem Stimmschlitz verbogen.
StimmscheidungDas An- oder Abschalten einzelner Pfeifenreihen wird ermöglicht; Weiterentwicklung des Blockwerks
StimmschieberStimmeinrichtung bei offenen Labialpfeifen aus Holz; entspricht der Stimmrolle bei entsprechenden Metallpfeifen
StimmschlitzAussparung am oberen Ende einer Labialpfeife aus Metall. In ihm liegt die Stimmrolle.
StimmtonhöheAbsolute Tonhöhe des Stimmtons (z. B. a=465 Hz); vgl. Temperatur
StimmungBeschreibt die Stimmtonhöhe und das Stimmungssystem.
Stimmungssystemist die Art, wie bei einem Instrument die genauen Frequenzverhältnisse der spielbaren Töne zueinander sind; vgl. Temperatur.
stop (engl.)Register (Pl. stops)
stopped (engl.)gedackt
Stoßbalgsiehe Ausgleichsbalg
Stoßfängerbalgsiehe Ausgleichsbalg
StreichbartHorizontaler Metallstreifen vor dem Labium, der die Ansprache einer engmensurierten Pfeifen mit niedrigem Aufschnitt und streichendem Klang ("Streicher") verbessert.
Streichereng mensurierte Orgelregister (z. B. Gambe)
StummelpedalPedal in Form von kleinen Stummeln, oft nicht im üblichen Tonumfang; vgl. Vollpedal
subharmonischer Tondie „harmonischen Untertöne“ eines „Klangs“
SuboktavkoppelKoppel, bei der das angekoppelte Werk eine Oktave tiefer erklingt
SuperoktavkoppelKoppel, bei der das angekoppelte Werk eine Oktave höher erklingt
SynthematophonHochdruckregister mit zwei Labien an gegenüberliegenden Seiten, d. h. an der Vorder- und Rückseite der Pfeife

## T
TaschenladeSpezialform einer Windlade mit pneumatischer Traktur
Tastatur
Tastenfessel(auch Prolongement) Einrichtung, die alle gedrückten Tasten festhält, bis jene wieder gelöst wird. Auch beim Harmonium verbreitet. Entspricht dem Sostenuto-Pedal beim Klavier.
TastenhalterEine Person oder eine Maschine, die während einer Orgelstimmung oder -intonation die Tasten betätigt (hält).
Tastenschwanzdas hintere Ende eine zweiarmigen Taste
Teilton
TeleskophülseSpezielle Bauform der Abdichtung der Schleifen einer Windlade#Schleiflade
Temperatur
1. in Grad Celsius, zur Angabe der Stimmtonhöhe einer Orgel gehört auch immer eine Temperaturangabe, da die Labialpfeifen, abhängig von der Dichte der schwingenden Luftsäule, ihre Tonhöhe ändern
2. alte Bezeichnung für das verwendete Stimmungssystem, z. B. pythagoräisch, mitteltönig, wohltemperiert oder gleichstufig schwebend (letzteres ist heute bei vielen Orgeln üblich)

Terza mano (soprani)(ital. „die dritte Hand“) eine mechanische Superoktavkoppel für den Diskantbereich, üblich bei italienischen Orgeln des 19. Jahrhunderts
Terz-AufstellungAnordnung der Pfeifen auf der Windlade in vier Blöcken, so dass Pfeifen im Abstand einer großen Terz nebeneinander stehen; vgl. auch Chromatische Aufstellung und Diatonische Aufstellung.
TheaterorgelOrgel in einem Theater oder auch Kino, sehr oft mit speziellen Klangeffekten zur Handlungsuntermalung versehen; vgl. Kinoorgel
Tirasse(franz. „Pedalkoppel“)
Toe-Piston(engl. toe = „Zehe“, piston = „Kolben“) siehe Fußtritt
Tonkanzelle
TonkanzellenladeBei der Tonkanzellenlade teilen sich alle Pfeifen, die beim Drücken einer Taste erklingen können, eine Kammer, die sogenannte Tonkanzelle und somit auch ein Spielventil; vgl. Registerkanzellenlade
Tonlöchernegativer Effekt bei Multiplex-Orgeln. Da Pfeifenreihen mehrfach verwendet werden, entstehen bei mehrstimmigem Spiel Schwankungen in Tonstärke und -fülle. In Extremfällen bewirken zusätzlich gedrückte Tasten gar nichts, weil die entsprechenden Pfeifen schon durch andere Tasten für andere gezogene Register zum Klingen gebracht wurden.
Tonschleife„Spielventil“ antiker Orgeln, das vom Funktionsprinzip der Registerschleife gleicht.
Tontraktursiehe Spieltraktur
TonventilVentil, das über die Tasten betätigt wird. Öffnet die Windzuführung zur Kanzelle bei Schleifladenorgeln.
TränenkehleBesondere optische Bauform einer Kehle bei Zungenpfeifen
TrakturSteuerung der Pfeifen; man unterscheidet zwischen Spiel- und Registertraktur
TrakturspannerVorrichtung einer mechanischen Traktur, die die Abstrakten auch bei Witterungsänderungen gespannt hält
TransmissionAus einer vorhandenen Pfeifenreihe wird in diesem Verfahren mehr als ein spielbares Register gewonnen
TremulantVorrichtung, die zu einer Vibration des Tones führt, indem der Winddruck schnell wechselt und in Schwingung gebracht wird.
Truhenorgelkleine, meistens transportable Orgel ohne Pedal
TuttiRegistrierung, bei der alle oder fast alle Register der Orgel erklingen

## U
überblasende PfeifePfeife in doppelter Lãnge, die meistens durch ein Loch in der Mitte des Pfeifenkörpers zum überblasen („oktavieren“) gebracht wird
überblasende ZungenpfeifeZungenpfeife mit doppelter Becherlänge (teilweise erkennbar durch Zusatz „harmonique“, z. B. „Trompette harmonique“)
Überlängeeine Pfeife, die aus optischen Gründen deutlich länger gebaut worden ist, als sie für die Tonerzeugung sein dürfte. Dieses wird aber durch einen Einschnitt auf der Rückseite des Pfeifenkörpers ausgeglichen.
unharmonischer Teilton 
Unitladesiehe Kastenlade
Unitsystemsiehe Multiplexsystem
UniversalorgelVersuch Ende des 20. Jahrhunderts Orgeln für Orgelmusik aller Epochen zu bauen
Unsymmetrische RegisterDieses sind spezielle geteilte Register, die in der einen Hälfte eine andere Fußtonzahl aufweisen als in der anderen.
Unterlabiumunterer Teil des Labiums, unter dem Aufschnitt
UntergehäuseGehäuseteil der Orgel, in der Bälge, Trakturen usw. untergebracht sind

## V
variable MensurEin Orgelregister, dessen Mensur über den Tonumfang nicht konstant bleibt
Ventilkastenoder Windkasten. Im Inneren befinden sich die Ventile.
Ventilkoppelsiehe Windkoppel
Vereinigung der Orgelsachverständigen Deutschlands
VerlaufsmensurZahlenmäßige Beschreibungen der klangbildenden Parameter aller Pfeifen eines Registers. Diese können in Tabellenform und als Graph dargestellt werden.
VersagerOrgelpfeife, die aufgrund eines Fehlers (z. B. in der Traktur) nicht erklingt, vgl. Heuler
verschmelzendes RegisterRegister, dessen Klang sich mit anderen Registern gut mischt, das daher nicht aus dem Gesamtklang hervorsticht; vgl. zeichnendes Register
VerschmelzungsfähigkeitEigenschaft einer Orgelpfeife, sich mit anderen Pfeifen oder Registern im Klang zu vermischen; wichtiges Kriterium der romantischen Intonation
VODsiehe Vereinigung der Orgelsachverständigen Deutschlands
VOD/BDO-Norm 2000Eine Normung von Spieltischen der Vereinigung der Orgelsachverständigen Deutschlands (VOD) und des Bundes Deutscher Orgelbaumeister (BDO).
volles Werkdas Spiel mit allen Registern eines Werkes (Plenum (Musik))
Vorabzugdie Möglichkeit, eine einzelne Pfeifenreihe einer gemischten Stimme separat zu spielen. In der Regel wird dazu der Registerzug nur halb herausgezogen.
Vorintonationeine grobe Intonation in der Orgelbauwerkstatt
VorläufertonTeil der Pfeifenansprache
Vorratsbalgsiehe Magazinbalg
VorsatzleisteHolzleiste unter dem Manual, in der häufig Kombinations- und Setzerknöpfe eingelassen sind
Vorschlagbei hölzernen Labialpfeifen (entspricht dem Unterlabium einer Metallpfeife)
VorventilVentil bei Schleifladenorgeln, das auf einem großen Tonventil sitzt. Durch diese Einrichtung sinkt die Stärke des Druckpunktes erheblich.
vox principalistiefste Stimme eines Blockwerkes

## W
Walzesiehe Registerschweller 
WassersäuleDer Winddruck einer Orgel wird in „Millimeter Wassersäule“ angegeben.
Wasserorgel
WechselschleifeBauform der Registerschleife bei einer Zwillingslade, die das Registrieren einer Pfeifenreihe auf zwei Manualen ermöglicht
WeitchorGesamtheit aller Register mit weiter Mensur (Flöten)
WeitenmensurBezeichnung des Verhältnisses zwischen Pfeifenlänge und Durchmesser
Wellaturbesteht aus dem Wellenbrett oder einem Wellenrahmen, der die Wellen mit Wellenärmchen und Wellenhaltern hält, siehe Traktur
Wellendrehbar gelagerte, horizontal ausgerichtete Stäbe auf dem Wellenbrett, die die Zugbewegung der Abstrakten einer mechanischen Traktur seitwärts auffächern. Diese Auffächerung ist u. a. erforderlich, weil die Ventile einer Windlade einen größeren Abstand haben als die Tasten eines Manuals. Teil der Wellatur, siehe Traktur
WellenbrettTeil der Wellatur, siehe Traktur
Werk
WerkprinzipEine spezielle Anordnung der einzelnen Teilwerke, etwa bei norddeutschen Barockorgeln
WerktrennerWenn von einer Klaviatur aus mehrere Werke angespielt werden, kann hierdurch eines davon abgetrennt werden.
WidderkoppelnBauform bei der Schiebekoppel; die mechanische Kopplung von Tasten des anderen Manuals erfolgt mittels eines besonders geformten Holzteils
WindÜbergreifender Begriff. Bezeichnet die Druckluft des Spielwindes bzw. des Arbeitswindes
Windabschwächungdurch diese kann man vor allem tiefe Register noch leiser machen, oder Schwebungen erzeugen.
WindanzeigerZeigt den Füllstand des Magazinbalgs an
Winddrosselstufenlose Drosseleinrichtung für die Darstellung avantgardistischer Orgelwerke
WinddrosselklappeSperrt die Zufuhr von Wind, etwa vom Gebläse, wenn der Magazinbalg gefüllt ist
WinddruckDruck des Orgelwindes, gemessen in mm Wassersäule
Windgeschwindigkeithängt vom Windverbrauch ab
Windkammerspundverschließt die Windkammer mit den darin befindlichen Spielventilen, kann zu Wartungszwecken geöffnet werden; siehe Windlade
WindkoppelAusführung einer Koppel nicht innerhalb der Traktur, sondern durch gesonderte Ventile in der Windlade
WindladeKernstück der Orgel; Verbindung zwischen Spieltisch und Orgelpfeife
WindmensurWeitenauslegung der Bohrungen in der Lade
windstößigBezeichnung für einen instabilen Winddruck; dieser Effekt tritt vor allem bei unterdimensionierten Balganlagen im Tuttispiel auf
WindwaageVorrichtung zum Messen des Winddruckes
Windwerkist eine Baugruppe der Orgel, die zuständig für die gleichmäßige Erzeugung und Verteilung von Druckluft ist, welcher im Orgelbau als Wind bezeichnet wird
WippenbalkenBauteil, auf dem die Koppelwippen der Wippenkoppel aufliegen
Wippenkoppelheute übliche Bauart von mechanischen Manual- und Pedalkoppeln
WippfedertremulantTremulant, der aus einem kleinen Balg und einem aufliegenden Ventil besteht. Am Ventil befindet sich zudem ein Gewicht, das an einer Metallfeder schwingend befestigt ist
wohltemperiertalle Stimmungssysteme, die es ermöglichen, ohne Wolfsquinte in allen 12 Tonarten zu spielen, bei denen aber jede Tonart einen eigenen Charakter behält
Wolfsquinteauch Orgelwolf, bezeichnet eine sehr stark „verstimmte“ Quinte, wie sie in verschiedenen historischen Stimmungen auftritt

## Z
Zacharias-Zungenpfeifevon Dipl.-Ing. Ernst Zacharias (* 1924) in Trossingen in den 1980er-Jahren erfundene Pfeifenart, siehe gewendete Durchschlagzunge
zeichnendes Registerein Register, dessen Klang sich klar von anderen Registern abhebt und das daher als charakteristische Stimme oder sogar als Solostimme verwendbar ist; vgl. verschmelzendes Register
ZentralspieltischSpieltisch, von dem alle Orgeln eines Konzertraumes oder einer Kirche gespielt werden können; meistens mit elektrischer Traktur
ziehenein Register einschalten, vgl. abstoßen
Zimbelstern(auch Cymbelstern): ein mechanisches Spielwerk, das aus einem oder mehreren im Prospekt befindlichen Sternen mit (nicht sichtbaren) kleinen Glöckchen besteht. Diese werden bei Drehung des Sternes angeschlagen. Klangliche Unterschiede bestehen in dem verwendeten Metall, wobei gegossene Glöckchen den aus Blech gefertigten vorzuziehen sind.
ZinkErsatz für das wesentlich teurere Orgelmetall
ZinnBestandteil des Orgelmetalls zum Bau von Orgelpfeifen
Zinnpest(auch Gusspest) eine allotrope Umwandlung von Zinn, die Zinnpfeifen zerstört
ZungenabstellerSchaltet alle Zungenregister vorübergehend ab, so dass diese aber auch schnell wieder hinzugeschaltet werden können
Zungenblattder schwingende Teil einer Lingualpfeife
ZungenmensurMaße der Länge, Breite und Stärke der Zunge
Zungenpfeifesiehe Lingualpfeife
Zungenstimmeein Register aus Lingualpfeifen
ZustrompneumatikIm Gegensatz zur Abstrompneumatik ist in den Kondukten kein Arbeitsdruck vorhanden. Dieser wird erst beim Druck der Taste erzeugt, so dass sich das Tonventil öffnen kann.
zweiarmige Tastediese ist, im Gegensatz zur einarmigen Taste, nicht am Ende, sondern in der Mitte an einem Waagbalken gelagert und hat daher einen sog. Tastenschwanz
ZwillingsladeEine Windlade für zwei Manuale; die Kanzellen sind abwechselnd angebracht, so dass ein Register entweder auf dem ersten oder zweiten Manual gespielt werden kann; siehe Wechselschleife

## Weitere Listen zum Themenbereich Orgel
- Liste von Orgelregistern
- Liste der Orgelbauer
- Liste von Organisten
- Liste von Orgelkomponisten